# 1991 TS4
1991 TS4 är en asteroid i huvudbältet som upptäcktes den 15 oktober 1991 av den japanska astronomen Nobuhiro Kawasato i Uenohara.
Asteroiden har en diameter på ungefär 5 kilometer.